# لوي ماتيو لانجلس
لوي ماتيو لانجلس (بالفرنسية: Louis-Mathieu Langlès)‏ (1763 - 1824 م) هو مستشرق فرنسي، عني خصوصاً بالرحلات في البلاد الإسلامية.